# Танцювальна чума 1518 року

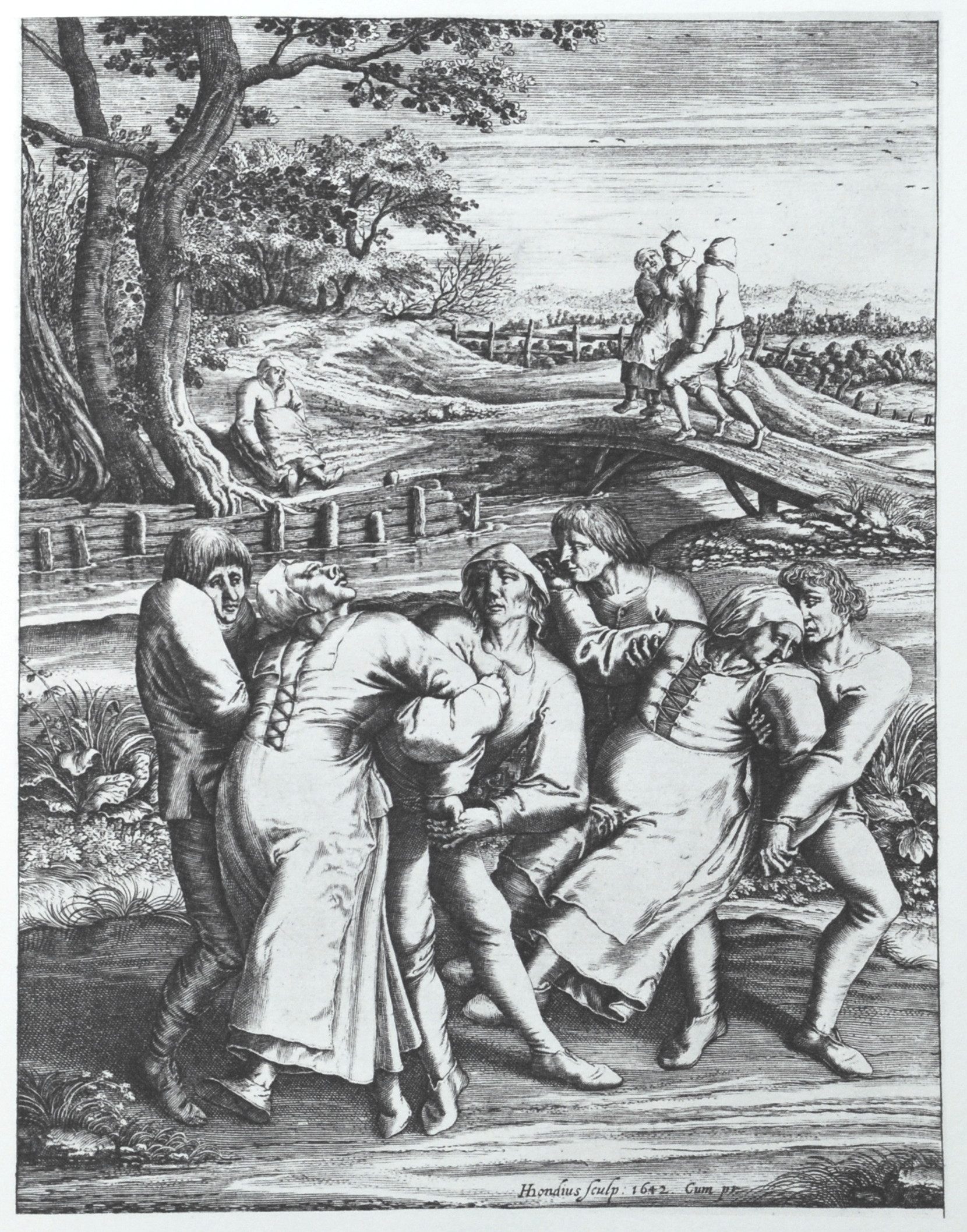
На гравюрі Гендріка Гондіуса зображені три жінки, уражені танцювальною чумою. В основі гравюри полягає сюжет картини Пітера Брейгеля, який імовірно особисто став свідком наступного спалаху манії в 1564 році у Фландрії

Танцювальна чума 1518 року — спалах танцювальної манії, що відбувся в Страсбурзі (який був на той момент частиною Священної Римської Імперії) з липня по вересень 1518 року. Від 50 до 400 осіб без відпочинку танцювали на вулицях міста декілька тижнів поспіль, допоки не падали від знесилення. За цей час багато з них померли від серцевих нападів, інсультів або фізичного виснаження.

## Хід подій
Початок спалаху стався в липні 1518 року, коли жінка на прізвище Троффеа (Troffea) вийшла на вулицю в Страсбурга і почала танцювати. Це тривало приблизно від чотирьох до шести днів. Протягом тижня до неї приєдналися ще 34 людини, а протягом місяця вже близько 400 осіб, переважно жінок. Багато з них загинули від серцевих нападів, інсультів або виснаження. Згідно з одним із свідчень, в окремі періоди від танцювальної чуми помирало до 15 осіб на день. Подія також підтверджується різними історичними документами, включаючи записи лікарів, місцеві хроніки і документи міської ради.
По мірі погіршення ситуації стурбовані представники знаті почали шукати вирішення проблеми. Місцеві лікарі виключили астрологічні і надприродні причини та оголосили, що танцювальна чума є хворобою, спричиненою «гарячою кров'ю». Тим не менш, місцева влада вирішила, що хворі можуть вилікуватися, якщо надати їм можливість танцювати цілодобово. У місті були відкриті дві танцювальні зали і зведена дерев'яна сцена. Туди також були запрошені музиканти, щоб змушувати уражених танцювальною чумою безперервно танцювати. Коли стало ясно, що вжиті заходи не призводять до покращення ситуації, місцева влада навпаки заборонила будь-які розваги у місті, включаючи азартні ігри, проституцію, музику і танці. Також над ураженими були проведені різні релігійні обряди. Через кілька тижнів епідемія пішла на спад. Більшості уражених вдалося відновити контроль над своїми тілами.

## Теорії
Однією з сучасних теорій, що пояснюють те, що сталося, є харчове отруєння психоактивними продуктами ріжків, що уражають різні злаки. Алкалоїди, що містяться у ріжках, за хімічною структурою близькі до психоактивної речовини ЛСД, яку спочатку було синтезовано саме з них. Ріжки також за деякими гіпотезами стали причиною інших історичних аномалій. Відомо ще близько семи середньовічних випадків танцювальної чуми в тому ж регіоні.